# Stroncijum jodid
Stroncijum jodid (SrI2) je so stroncijuma i joda. To je jonsko, u vodi rastvorno, i higroskopno jedinjenje, koje se može koristiti u medicini kao zamena za kalijum jodid.

## Reakcije
Stroncijum jodid se može pripremiti reakcijom stroncijum karbonata sa jodovodoničnom kiselinom:

## Literatura
- Atherton, Seidell (1907). Solubilities of Inorganic and Organic Substances. New York: D. Van Nostrand. стр. 318. Приступљено 10. 12. 2007.